# Первомайская ТЭЦ (Санкт-Петербург)
«Первомайская ТЭЦ» — предприятие энергетики Санкт-Петербурга, входящее в ПАО «ТГК-1».
Теплоэлектроцентраль расположена по адресу: Корабельная улица, дом 4.
Обеспечивает тепловой энергией промышленные предприятия, жилые и общественные здания юго-западной части Санкт-Петербурга (Адмиралтейского, Кировского и Красносельского районов). В зоне теплоснабжения станции проживают около 500 тыс. человек, а также находится ряд крупных системообразующих производственных площадок, таких как ОАО «Кировский завод» и ОАО «Северная верфь».
Установленная электрическая мощность — 360 МВт.
Установленная тепловая мощность — 928 Гкал/ч.
Основное топливо — газ, резервное — мазут.

## История
Была построена на месте проведения «первой маёвки» — конспиративной загородной сходки петербургских рабочих 5 мая 1891 года. Запущена в эксплуатацию 30 марта 1957 года, как Кировская ТЭЦ-14. В 1967 году была переименована в Первомайскую.
Все турбоагрегаты станции были изготовлены крупнейшими производителями тяжелого машиностроения — Ленинградским металлическим заводом и Уральским турбинным заводом. Котлы станции создавались специалистами Барнаульского, Дорогобужского и Таганрогского заводов. Все оборудование вводилось в эксплуатацию в несколько этапов с 1957 по 1973 годы.
С 2007 по 2016 годы была реализована программа реконструкции Первомайской ТЭЦ [ТГК-1. Реконструкция Первомайской ТЭЦ.]
В 2007 году на Первомайской ТЭЦ началось строительство нового энергоблока в составе двух парогазовых установок мощностью 180 мегаватт каждая. Основная цель проекта была замена устаревшего оборудования действующей станции.
В январе 2012 года два новых энергоблока Первомайской ТЭЦ в составе двух ПГУ-180 начал поставки мощности на рынок энергии. В состав каждого блока входят: паровая турбина Т-50/64-7,4/0,12 с генератором Т3ФП-63-2МУ3 производства ОАО «Силовые машины», и 2-х газовых турбины V64.3A фирмы Ansaldo Energia (Италия) с генераторами.
В период с 2012 по 2016 годы был построен объединённый вспомогательный корпус (ОВК).
В 2016 году закрыта старая часть ТЭЦ, потребители переведены на новое оборудование.
В январе-феврале 2020 года снесли одну из старых 120-метровых дымовых труб в связи с тем, что решено демонтировать старое котлотурбинное оборудование и ненужные корпуса.